# カニミソ
カニミソ（蟹味噌）は、カニの中腸腺を食材として扱うときの呼称。

## 概要
カニミソは、加熱したカニの甲羅（頭胸部の背甲）を取り除いたときに見られる茶色から濃緑色の味噌状・ペースト状の部位である。
カニやエビなど節足動物の中腸腺は、食物の消化と栄養素の貯蔵に大きな役割を果たしている器官であるが、脊椎動物における肝臓と膵臓の機能をあわせ持つものとみなして、古くは「肝膵臓」とも呼ばれた。

## 食べ方

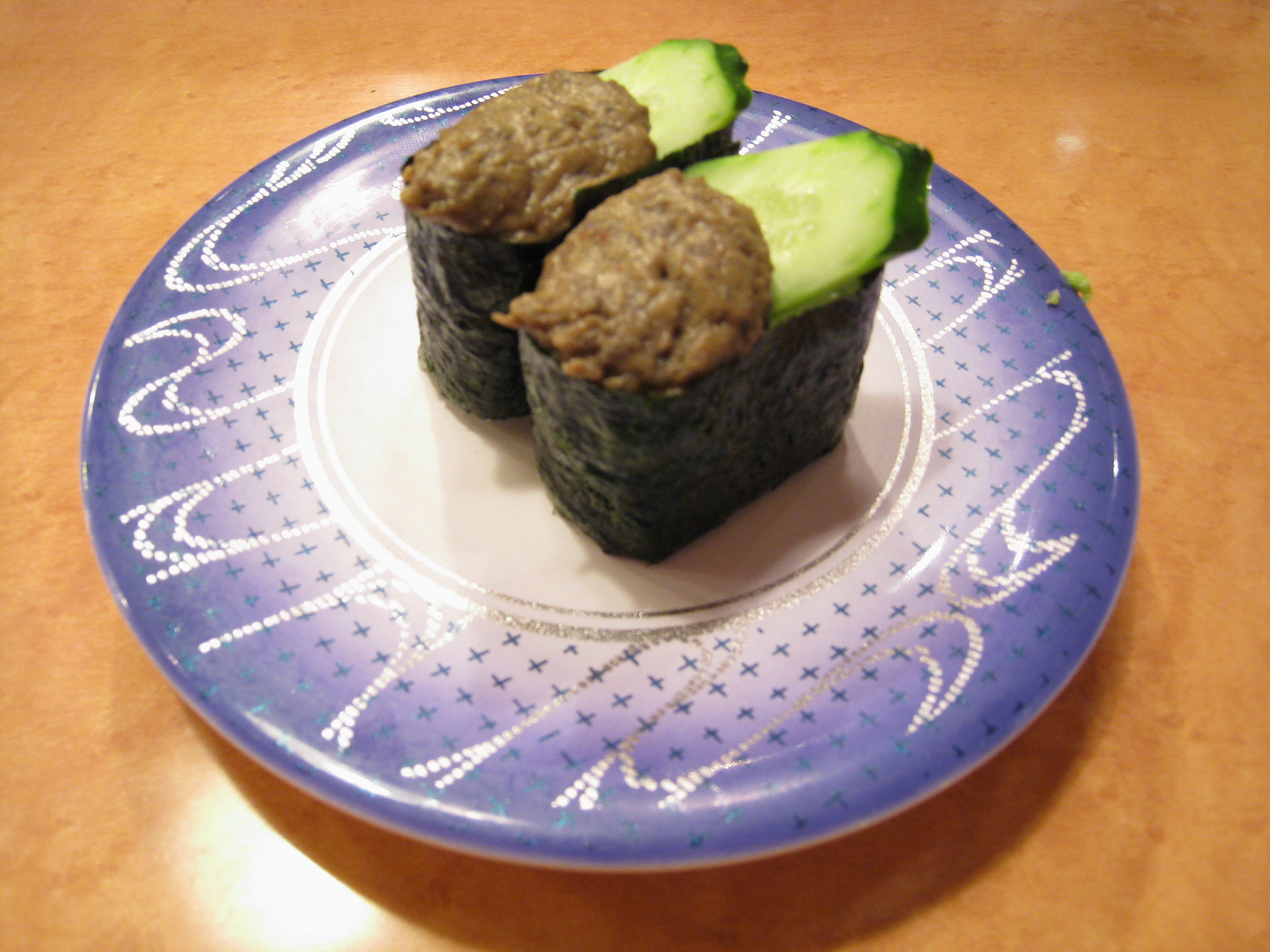
カニミソの軍艦巻

カニミソは、茹でガニ・蒸しガニなどでカニ肉と共に供されるほか、カニ肉とは別個の食材としても用いられる。食材としてのカニミソは、ケガニのものが最も美味とされ、他にズワイガニ、ガザミ、上海蟹などのカニミソが好んで食べられる。
カニミソの利用方法は、寿司のネタとして軍艦巻にされたり、そのままご飯にのせて食べる事もある。 甲羅酒を作る際に甲羅の中でカニミソを溶かして飲まれることもある。
なお、ヤドカリの仲間であるタラバガニやハナサキガニのカニミソも食べることは可能だが、独特の油っぽい風味と加熱しても固まらない特性から食材としては重視されず、身に生臭さが移ることを防ぐために茹でる前に取り除かれることが多い。
米国などでは日常的な食材とされず、シーフードの料理店などで無料でもらえることもある。

## 健康リスク
一般に、カニミソは他の動物の肝臓と同様に、適度な量であれば摂取できる。
ただし、ポリ塩化ビフェニル(PCB)、ダイオキシン、PFOA、水銀が高い濃度で含まれたり、麻痺性貝毒に関連する毒素(サキシトキシンおよびゴニャウトキシン) が含まれることがあり、健康リスクが指摘されている。また、貝中毒の原因となる毒素は熱や酸に対する安定性があり、調理しても減少しない。
2008年7月、メイン州海洋資源局の報告書は、同州のロブスターの一部のカニミソに高濃度の麻痺性貝毒毒素が存在することを示した。
2008年7月、マサチューセッツ州公衆衛生局は、高レベルの毒素やその他の汚染物質を蓄積する可能性があるため、アメリカ産ロブスターのカニミソを食べないよう消費者に注意喚起した。その後、米国食品医薬品局（FDA）も大西洋で水揚げされたアメリカ産ロブスターのカニミソを摂取しないよう勧告を出したが、同じ勧告の中でロブスターのカニミソには通常、危険なレベルの麻痺性貝毒毒素は含まれていないと述べ、現在の高い毒素レベルはおそらくニューイングランド北部とカナダ東部で進行中の赤潮の発生に関連していると述べた。
2009年現在、メイン州では、水銀、PCB、ダイオキシンが蓄積しているため、妊娠中または妊娠している可能性のある女性および子供に対してロブスターのカニミソの摂取に関する勧告が出ている。
2023年4月、メイン州環境保護局は、表層水の環境有害物質のモニタリングに関する報告書を発表した。その報告書には、2021年にメイン州沿岸全域の18か所でペルフルオロアルキル物質およびポリフルオロアルキル物質（PFAS）化合物を使用した海産魚介類のサンプル・データが含まれていた。調査地点の半数では、ロブスターの肉からペルフルオロオクタンスルホン酸塩(PFOS)は検出されなかった。残りの半分は主に海岸の南西半分で、PFOSが検出されたが非常に低濃度で、「人間がロブスターの肉を摂取してもリスクを引き起こすことはない」とした。他の9種類のPFAS化合物が、さまざまなサンプルから非常に低濃度で検出された。 2023年5月の時点では、メイン州もEPAもまだ魚介類中のPFASの規制レベルを確立していない。メイン州は、レジャーで捕獲された淡水魚および河口魚のPFOSに対する魚組織対策レベルを3,500pptに設定しているだけであり、EPAは飲料水中のPFOSに対する暫定健康勧告を0.02pptに設定している。